# Acinace

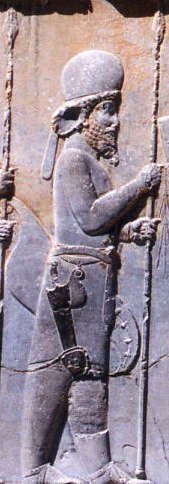
Guerrier de la garde royale perse portant l'acinace le long de la cuisse droite. Relief de Persépolis.

L’acinace ou acinacès (du grec ancien ἀκινάκης / akinákes, en latin acinaces) est un type de poignard ou de dague d'origine scythe, emprunté par les Perses, qui l'ont popularisé au premier millénaire av. J.-C. Il s'agit d'une arme droite à double tranchant, d'une longueur d'environ 35 à 45 cm ; l'acinace était porté sur le côté droit, attaché à un baudrier.

## Étymologie et emploi du mot
Le mot grec semble être un emprunt à un mot du vieux-perse qui n'a pas été conservé. Hérodote l'emploie à propos des Scythes. Horace mentionne la dague des Mèdes (Medus acinaces).
Le mot a été associé étroitement à la Perse et a fini par désigner des armes différentes employées plus tard par les Perses, comme le cimeterre à lame longue et courbe.